# Estação Spadina
Spadina é uma estação do metrô de Toronto, localizada nas linhas Yonge-University-Spadina e Bloor-Yonge, e servindo como ponto de conexão entre as linhas. A Spadina consiste em duas paradas de metrô separadas distantes uma das outras cerca de 400 metros norte, uma servindo a linha Bloor-Danforth, e a outra servindo a linha Yonge-University-Spadina. A entrada principal da estação localiza-se no nível da Bloor (cruzamento da Bloor Street com a Spadina Avenue/Spadina Road), bem como o terminal integrado de bonde e ônibus da estação, que atende a duas linhas de superfície do Toronto Transit Commission. A linha de bonde 512 Spadina, que serve a Spadina Avenue, é uma das linhas de superfície mais movimentadas da cidade. O nome da estação provém da Spadina Avenue e da Spadina Road, as principais ruas norte-sul servidas pela estação.
O nível Spadina conecta-se com o restante da estação via um túnel, e possui somente entradas automáticas, com entrada acessível somente via Metropass ou tokens. Este nível, cuja entrada localiza-se no cruzamento da Spadina Road com a Lowther Avenue, era para ser uma estação distinta, chamada Lowther (nome proveniente da Lowther Avenue), mas o Toronto Transit Commission optou por unir a Lowther com a Spadina para cortar custos. O movimento de passageiros no nível Spadina é muito menor do que no nível Bloor, e a estação é pouco utilizada por passageiros utilizando o metrô de Toronto como ponto de conexão entre as linhas Yonge-University-Spadina e Bloor-Danforth, por causa da distância entre os níveis, com St. George sendo muito mais movimentada como uma estação de conexão.